# Kurdistan Oriental
El Kurdistan Oriental o Kurdistan iranià (en kurd: Kurdistana Rojhilat, «Kurdistan de l'est», o Rojhilatê Kurdistanê, «Est del Kurdistan»), és un nom no oficial per referir-se a la regió del nord-oest de la República Islàmica de l'Iran habitada majoritàriament pel poble kurd, que fa frontera amb els estats d'Iraq i Turquia. En conjunt, els kurds són al voltant del 10% de la població total de l'Iran.
Geogràficament inclou les províncies del Kurdistan, de Kermansah, d'Ilam, així com bona part de les províncies d'Azerbaidjan Occidental, d'Hamadan i de Lorestan. Els kurds constitueixen la majoria de la població d'aquesta regió amb una població estimada de 6.730.000 milions de persones. La regió és la part oriental de la zona geogràfica anomenada Kurdistan, juntament amb el Kurdistan del Nord, al sud-est de Turquia, el Kurdistan Occidental, al nord de Síria i el Kurdistan del Sud, al nord de l'Iraq.

## Ciutats principals
En idioma kurd entre parèntesis:
| - Kermansah (Kirmaşan) - Sanandaj (Sine) - Piranxahr (Xanê) - Mahabad (Mehabad) | - Sakkiz (Seqiz) - Sardasht (Serdeşt) - Kamyaran (Kamyaran) - Bukan (Bokan) | - Marivan (Merîwan) - Ushnu (Şino) - Diwandarreh (Dîwandere) - Paveh (Pawe) | - Baneh (Bane) - Ilam (Îlam) - Biar (Bîcar) - Qorveh (Qurwe) |